# Dolmen del Fornàs
El Dolmen del Fornàs és un dolmen del terme comunal de Queixàs, a la comarca dels Aspres, inclosa en la del Rosselló, de la Catalunya del Nord.
És a 505,2 m alt, al centre de l'extrem nord del terme de Queixàs, molt a prop del termenal amb Sant Miquel de Llotes. Per aquesta raó se situa sovint aquest dolmen en el darrer terme comunal esmentat.
És un dolmen molt restaurat, amb un túmul molt gran que ressalta el dolmen. La llosa de coberta té unes 25 creus, o variants de creus, més de 130 cassoletes incises a la pedra i tot de reguerons. La cambra fa 2 metres de longitud, 0,9 metres d'amplada i quasi 0,6 metres d'alçària. El túmul tenia un diàmetre d'uns 8 o 9 metres. S'hi van trobar fragments ceràmics que evidencien que fou construït entre l'any 1500 i el 1400 abans de la nostra era, a finals del Bronze mitjà. El lloc fou reutilitzat vers l'any 1100 i el 850, també abans de la nostra era, i a l'època romana, com es desprèn de la mateixa ceràmica.